# Chiesa di Santa Anastasia (Tissi)
La chiesa di Santa Anastasia è un edificio religioso situato a Tissi, centro abitato della regione storica del Sassarese, Sardegna nord-occidentale.
Consacrata al culto cattolico, è sede dell'omonima parrocchia e fa parte dell'arcidiocesi di Sassari.
La chiesa, ubicata nell'asse viario principale del centro urbano, risulta adiacente nel lato meridionale all'oratorio di Santa Croce.
L'assetto attuale si deve ad un rifacimento del XVII secolo che ne ha stravolto l'impianto planimetrico: vi furono infatti aperte tre cappelle per lato racchiuse fra robusti contrafforti esterni. Per effettuare questo ampliamento furono sfondati i muri laterali dell'edificio apprestandovi dei pilastri che sorreggono i sottarchi della volta a botte. Si conserva, dietro l'arco massimo che introduce all'altare, l'abside che all'imposta del catino presenta una cornice sgusciata.
L'edificio originariamente presentava un impianto longitudinale ad unica aula con abside a sud-est: le forme romaniche appaiono oramai leggibili solo all'esterno nei tratti ove si conserva l'originario paramento murario edificato con conci calcarei squadrati.
La facciata è inquadrata da larghe paraste d'angolo, che si saldano allo zoccolo a scarpa e agli archetti degli spioventi, ed è tripartita da lesene che la dividono in tre specchi: un'archeggiatura orizzontale la divide in due settori. Sia le lesene inferiori che quelle superiori (allineate, ma più sottili) si concludono all'imposta degli archetti. Negli specchi laterali è intarsiata, entro un tassello circolare di calcare, una croce in trachite scura. Il portale, architravato, è sormontato da un arco a tutto sesto; nella lunetta, semicircolare, nel XVII secolo sono state inserite delle cornici modanate inclinate che vi segnano un timpano. Allo stesso periodo si ascrive anche l'apertura degli oculi negli specchi laterali superiori. Lungo le fiancate, alla stessa altezza dell'archeggiatura orizzontale, corre una teoria di archetti su peducci a sgucio, a toro o gradonati.

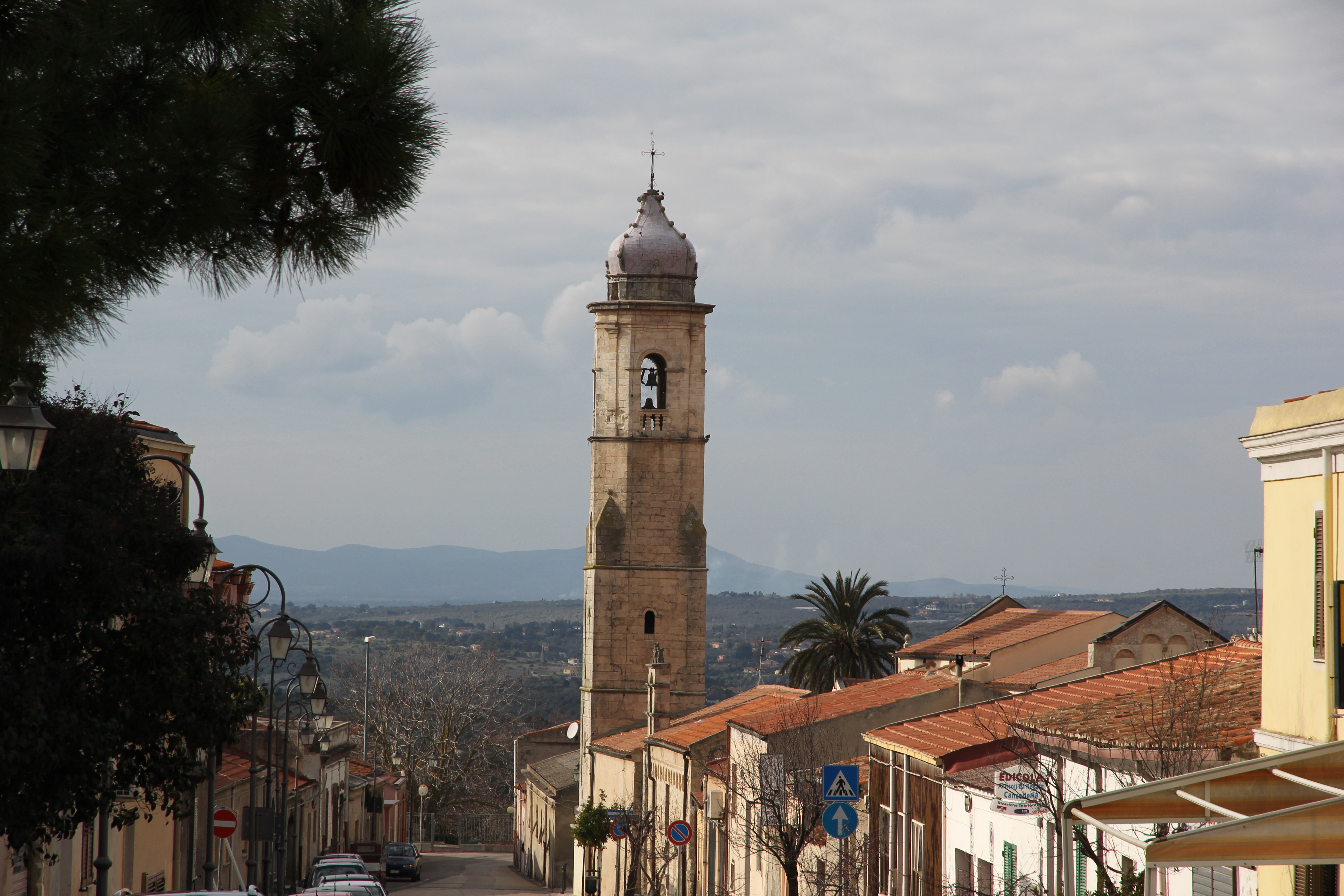

Il paramento, osservabile solo nel tratto superiore a causa degli interventi successivi, è intervallato da lesene strette e piatte e inquadrato fra larghe paraste d'angolo.
Per quanto concerne la datazione dell'edificio romanico (secondo quarto del XII secolo) si devono rivelare alcuni aspetti desumibili dalle fonti e da confronti stilistici. Il titolo di Santa Anastasia compare tra le pertinenze del San Michele di Plaiano nel 1082, assieme a diverse chiese parrocchiali di villaggi ora estinti nel territorio contiguo di Ossi.